# 言語類型論
言語類型論（げんごるいけいろん、英語：linguistic typology）は、世界中の言語の特徴を収集し、それらの相違点、類似点を探る、言語学の分野である。
特にその「特徴」として、統語論や意味論といった言語学的な観点に基づくものを採る。一方で、歴史的系統関係、地理的分布、社会状況などは通常、対象としない。言語類型論とは異なる分野として、歴史言語学（特に比較言語学）による系統上の分類は語族と呼ばれている。それに対して、類型論的分類は類型と呼ぶ。
日本語と英語、英語とドイツ語というように、2種類ないし少数の特定の言語を対象にする対照言語学とも異なり、基本的に多数の言語を対象とする。

## 類型論の方法論
20世紀前半までの類型論は、アウグスト・シュライヒャーによる屈折語・膠着語・孤立語の3分類に見られるように、いくつかの類型に分類する、というスタイルであった。部分的な文法現象ごとに多くの言語を比較するという、現在の類型論を基礎づけたのはジョーゼフ・グリーンバーグである。彼以降、類型論の主要な関心は、部分的な文法現象ごとに多くの言語を比較することで、人間言語に見られる普遍的な性質を見いだすことに移ってきている。

### 類型論におけるデータ
全ての言語について網羅的にデータを集めることは事実上不可能なので、類型論の研究者はなんらかの形でサンプルをとる必要がある。その場合、できるかぎり無関係な言語から均等にサンプルを集めることが望ましい。そうでないと、たまたま歴史的起源が同一であったとか、地理的な近さによる影響で、サンプルの言語が共通の性質を示すかもしれないからである。グリーンバーグは30言語を調査対象にしたが、その3分の1近くがインド・ヨーロッパ語族であり、今日的観点からするとそのサンプリングには問題があったことが指摘されている。

### 普遍性の種類
類型論的研究によって見いだされる普遍性には、次のようなものがある。絶対的普遍性とは、これまでのところ例外なく全ての言語に当てはまるような普遍性であり、たとえば次のようなものが挙げられる（ただし異論がないわけではない）。
- 上唇と下の歯で閉鎖を作って調音する音をもつ言語は（生理的に不可能ではないが）存在しない。
- 全ての言語は名詞と動詞の区別を持つ。

それに対して、次のような命題には少数だが例外があり、非絶対的普遍性と呼ばれる。
- 摩擦音が一つしかない言語では、その摩擦音は [s] である。（例外：ハワイ語の摩擦音は [h] のみ、マオリ語では [ɸ][h] のみである[注釈 1]）
- ほとんどの言語で、平叙文の末尾を上昇調で発音すると yes/no 疑問文として機能する。（例外：タイ語などでは疑問をイントネーションで示さない）

絶対的／非絶対的の区別とは別に、普遍性には含意的か、非含意的かの区別がある。含意的普遍性とは条件文の形で記述されるような普遍性であり、たとえば次のようなものが挙げられる。
- ある言語が VSO（動詞-主語-目的語）語順をもつなら、その言語では形容詞は名詞に後続する。

この含意的普遍性の発展的な形として「含意階層」の考え方がある。たとえば、英語ではさまざまな文法的役割をもつ語が関係節の先行詞になれるのに対し、マダガスカル語では主語しか関係節化できない。エドワード・キーナンとバーナード・コムリーは、名詞句の文法役割には主語＞直接目的語＞非直接目的語＞所有者、といった階層があり、言語がある文法役割の名詞句を関係節化できるなら、その言語ではより上位の文法役割の名詞句も関係節化できるという普遍性があることを示した。これは名詞句の接近可能性階層と呼ばれる。

### 類型論における「説明」
類型論は伝統的に機能主義言語学との結びつきが強く、見いだされた普遍性に対して、言語以外の認知能力、言語処理上の負担、コミュニケーションの目的などの外的要因にその説明を求める傾向が強い。たとえばラテン語のように屈折が豊富な言語において語順が自由である傾向があることは、語のあいだの文法関係を聞き手に伝える上で、格が明示されていれば語順に頼る必要がないからという観点から説明される。また、世界の言語の色彩語彙について調査したバーリンとケイの研究は、色彩語彙には白・黒＞赤＞黄・緑＞青＞…という階層性があり、下位の色彩語彙をもつ言語では必ずより上位の色彩語彙ももつという普遍性があることを明らかにしたが、のちの研究でこの傾向は視覚系の神経学的特徴を反映したものであることが示された。
生成文法もやはり言語普遍性の追究を標榜する学問であるが、そのアプローチは大きく異なっており、特に初期にはその研究対象が英語に集中していたこともあり、類型論との結びつきは弱かった。しかしながら近年では生成文法も多くの言語に応用されるようになってきており、原理とパラメータのアプローチに基づいて言語の多様性を捉えることを試みたマーク・ベイカーによる研究
など、類型論の背後にある理論的立場は一枚岩ではなくなりつつある。

## 形態的類型論
形態論的特徴に基づく言語の全体的分類は、類型論のなかで最も古い歴史をもち、19世紀ヨーロッパにその来源を遡ることができる。類型論に貢献した初期の学者としてはフリードリヒ・フォン・シュレーゲルとヴィルヘルム・フォン・フンボルトの名が挙げられる。
シュライヒャーは、現在でもよく用いられる次の3分類を提案した（これに抱合語を加えて4類型とすることも多い）。
| 膠着語 | 日本語など   |
| 屈折語 | ラテン語など |
| 孤立語 | 中国語など   |

当時の類型論の特徴はこれらの区別が単に文法的特徴にとどまらず、背後の文化や精神を反映したものであると捉えられていたことであり、シュライヒャーは孤立語→膠着語→屈折語の順に言語は発展し洗練されると考えていた。現在ではこのように言語の文法的特徴を文化の相違と結びつけて議論することは少なくなっている。
エドワード・サピアはシュライヒャーの分類を改良し、「融合の指標」と「総合の指標」という2つの指標によってある言語の形態論的特徴を捉えることを提案した。

## 語順
グリーンバーグは1963年にSome universals of grammar with particular reference to the order of meaningful elementsにより、基本的な語彙の語順による分類を考案した。これは、一般的な他動詞文に必須の3要素を主語(Subject)、目的語(Object)、述語(Verb)とし、その語順により世界の言語を6つに分けるものである。
| SOV型 | 日本語など。世界の言語の約50%を占める。 |
| SVO型 | 英語など。世界の言語の約40％を占める。  |
| VSO型 | アラビア語など。世界の言語の約10％。    |
| VOS型 | マダガスカル語など。                    |
| OVS型 | ごく一部の言語に見られる。              |
| OSV型 | ごく一部の言語に見られる。              |

ただし、言語の中には基本語順が定まっていないもの（例えば、SVOとSOVを同じ程度の頻度で取るもの）があり、この分類が完全に有効かどうかについては異論がある。
また、十分なデータが揃っていないと、倒置が基本語順のように見えてしまうこともあるので、注意が必要である。

## 語類と文法範疇
名詞・動詞・形容詞・副詞・感動詞といった品詞 (語類) の分布に加えて、　性・数・格・人称・時制 ・アスペクト ・モダリティ・証拠性のような、語に標示される文法範疇も言語類型論の対象となっている。

## 文法関係の表示

### 対格型と能格型
他動詞文と自動詞文を比較したときに、他動詞文と自動詞文のいずれでも主語に同じ格が用いられ、他動詞文の目的語に異なった格が用いられるものを対格型言語と呼ぶ。一方、他動詞文の目的語と自動詞文の主語とに同じ格が使われ、他動詞文の主語に別の形を用いるものを能格型言語と呼ぶ。
例えば、日本語は、
1. 太郎が走る。
2. 太郎がウィキペディアを読む。

のように、自動詞文、他動詞文のいずれにおいても同じガ格が用いられるため、対格型の言語であるといえる。

### 主要部標示と従属部標示
被修飾語と修飾語、動詞と項、などの従属的な文法関係の標示法によって、言語を分類することもできる。この表示法は、主要部（被修飾語・動詞など）の形態による主要部標示（Head-marking）と、従属部（修飾語・項など）の形態による従属部標示（Dependent-marking）に分けられる。言語の分類としては、これらの一方だけを使うタイプのほかに、両方を使う二重標示（Double-marking）と、どちらも使わない無標示（No-marking）がある。
日本語は典型的な従属部標示言語である。項は名詞につく格助詞で示され（動詞は変化しない）、修飾語はその末尾の助詞「の」や述語語尾（連体形、連用形など）で示される（被修飾語は変化しない）。
主要部標示言語の例としてはバスク語があり、主語や目的語の種類（人称、数）が動詞に示される。
二重標示言語には多くのインド・ヨーロッパ語やトルコ語、アイヌ語など多数の言語が含まれる。これらは動詞に主語または目的語が示されるほか、名詞とそれを修飾する形容詞の間が格・数・性の一致によって結びつけられたり、あるいは所有者（修飾語）が名詞（被修飾語）の一部として示されたりする。
無標示言語の例には中国語などの孤立語があり、文法的関係は語順、あるいは独立性のある前置詞などで示される（英語も所有格の-'sや3人称単数の-sなどを除けばこれに近い）。

### 動詞枠付け言語と衛星枠付け言語
移動を表す動詞表現に関しては、手段や様式による区別を動詞自体で表現することが多いVerb-framed language（動詞枠付け言語）と、動詞に付属する不変化詞（副詞・前置詞）や接辞で区別することが多いSatellite-framed language（衛星枠付け言語）とが存在する。前者には日本語やロマンス語（フランス語やスペイン語）が挙げられる。例えば日本語では「入る」「下る」「通る」などが別の動詞として存在し普通に使われる。後者には英語、ドイツ語、ロシア語など多くの印欧語や、中国語などがある。例えば英語では、"go in"、"go down"、"go through"など共通の動詞を用いる言い方が使われる。ドイツ語でもこれに似て接辞をつけた分離動詞が使われる。

## 通時類型論・地域類型論
言語類型論の研究領域は、ここまで述べてきたような言語特徴の共時的な分布に留まらない。諸言語の通時的な変化のパターン (e.g. 文法化の経路)も、類型論の対象となりうる。歴史言語学においては、隣接する言語同士の接触を通した言語連合の形成も関心の的となってきたが、言語類型論はそうした言語特徴の地域的な偏りもカバーしている。

## 世界の語族の言語類型
| 語族                                    | 形態的類型 | 名詞の格表示                          |
| --------------------------------------- | ---------- | ------------------------------------- |
| インド・ヨーロッパ語族                  | 屈折語     | 対格型                                |
| アフロ・アジア語族 セム語派             | 屈折語     | 対格型                                |
| バスク語                                | 膠着語     | 能格型                                |
| シュメール語                            | 膠着語     | 能格型                                |
| カフカス諸語                            | 膠着語     | 能格型 （北西コーカサス語族は中立型） |
| ウラル語族                              | 膠着語     | 対格型                                |
| アルタイ諸語                            | 膠着語     | 対格型                                |
| 日琉語族                                | 膠着語     | 対格型                                |
| アイヌ語                                | 抱合語     | 中立型                                |
| シナ・チベット語族 チベット・ビルマ語派 | 膠着語     | 能格型 対格型 活格型                  |
| シナ・チベット語族 中国語               | 孤立語     | 中立型                                |
| タイ・カダイ語族                        | 孤立語     | 中立型                                |
| エニセイ語族                            | 抱合語     | 中立型                                |
| チュクチ・カムチャツカ語族              | 抱合語     | 能格型                                |
| エスキモー・アレウト語族                | 抱合語     | 能格型                                |

## データベース
世界の言語に見られる様々な文法現象を類型化したデータベースとして『世界言語構造地図 (World Atlas of Language Structures. WALS)』がある。 同様のデータベースとして、WALSを運営しているマックス・プランク進化人類学研究所 などが開発に関わったGrambankも挙げられる。